# پیز شربودا
پیز شربودا (به لاتین: Piz Scharboda) یک کوه در سوئیس است که در کانتون گراوبوندن واقع شده‌است. پیز شربودا ۳٬۱۲۲ متر بالاتر از سطح دریا واقع شده‌است.